# Kreisgericht Skuodas
Das Kreisgericht Skuodas (lit. Skuodo rajono apylinkės teismas) ist ein Apylinkės teismas mit drei Richtern, drei Verhandlungssekretärinnen und einem Richtergehilfen in Litauen. Das Gericht der zweiten Instanz ist das Bezirksgericht Klaipėda. Das zuständige Territorium ist die Rajongemeinde Skuodas. Seinen Sitz hat das Gericht in der Stadt Skuodas. Der Friedensrichter in Skuodas arbeitete von 1924 bis zum 15. September 1933. Bis 1924 gab es den Friedensrichter Salantai. Ab 1933 gab es Kreisgericht Skuodas.

## Gerichtspräsidenten
- 1992: Alvydas Žerlauskas
- seit 1999: Laimutė Bukauskienė